# Selišče (Dolenjske Toplice)
Selišče (deutsch Selische, auch Sellitsch bei Töplitz) ist eine Siedlung in der slowenischen Gemeinde Dolenjske Toplice im Südosten des Landes. Die Gegend ist Teil der historischen Region Unterkrain und gehört heute zur Region Jugovzhodna Slovenija (Südost-Slowenien). Das Dorf liegt am linken Ufer der Sušica im Süden von Dolenje Sušice.